# Jack Hues
Jack Hues (son véritable nom est Jeremy Allan Ryder) est un chanteur, musicien et compositeur anglais, né le 10 décembre 1954 à Gillingham, dans le Kent.
Il est principalement connu comme membre du groupe new wave Wang Chung, pour le duo Strictly Inc qu'il a formé avec Tony Banks de Genesis et pour avoir composé la musique du film de 1990, La Nurse.
Son pseudonyme, Jack Hues, a été choisi pour que son prononcé en anglais ressemble phonétiquement au français "J'accuse".

## Discographie

### avecWang Chung
- 1982 - Huang Chung
- 1984 - Points on the Curve
- 1985 - To Live and Die in L.A. Original Motion Picture Soundtrack (musique du film Police fédérale Los Angeles)
- 1986 - Mosaic
- 2002 - The Warmer Side of Cool

### avecStrictly Inc
- 1995 - Strictly Inc

### en solo
- 1992-2007 : The Anatomy Project (réalisé en 1992, mais sorti uniquement en 2007)

## Filmographie

### Compositeur
- 1985 : Police fédérale Los Angeles (avec Wang Chung)
- 1990 : La Nurse.

## Distinctions

### Nominations
- Saturn Award :
  - Saturn Award de la meilleure musique 1990 (La Nurse)